# Stružnica
Stružnica  (nemško: Drehbank, angleško: lathe) je najstarejši obdelovalni stroj, ki se ga uporablja pri struženju. Stružnice se še danes veliko uporabljajo v strojništvu in lesarstvu, tako da skoraj ni delavnice brez tega obdelovalnega stroja.
Glavni deli stružnice so:
- postelja
- vretenjak
- podajalni menjalnik
- sani s suporti
- konjiček
- lineta
- jagodiček
- marelice v prahu (za bolje vrtenje vretenjaka)Namizna stružnica

Glede na glavne dele in njihovo razmestitev razlikujemo predvsem naslednje osnovne vrste stružnic:
- univerzalna stružnica
- čelna stružnica
- karuselna stružnica
- revolverska stružnica
- namizna stružnica

Iz navedenih oblik pa so se razvile se različne posebne stružnice, kot na primer:
- kopirna in podstružilna stružnica
- avtomatska stružnica
- numerično krmiljena stružnica (ali krajše CNC stružnica)